# 苦水湖
苦水湖是一个位于中国新疆维吾尔自治区和田地区的湖泊，面积约为5.21平方千米，属于蒙新高原区。它的一级流域为内流区诸河，二级流域为藏北内流区。